# Mesochorus probus
Mesochorus probus là một loài tò vò trong họ Ichneumonidae.